# Gengzhuang (köpinghuvudort i Kina, Liaoning Sheng, lat 40,99, long 122,70)
Gengzhuang (kinesiska: 耿庄, 耿庄镇) är en köpinghuvudort i Kina. Den ligger i provinsen Liaoning, i den nordöstra delen av landet, omkring 110 kilometer sydväst om provinshuvudstaden Shenyang. Antalet invånare är 43 799. Befolkningen består av 21 509 kvinnor och 22 290 män. Barn under 15 år utgör 14,0 %, vuxna 15-64 år 75 %, och äldre över 65 år 10,0 %.
Runt Gengzhuang är det tätbefolkat, med 442 invånare per kvadratkilometer. Närmaste större samhälle är Haicheng, 15,3 km söder om Gengzhuang. Trakten runt Gengzhuang består till största delen av jordbruksmark.
Genomsnittlig årsnederbörd är 976 millimeter. Den regnigaste månaden är juli, med i genomsnitt 249 mm nederbörd, och den torraste är januari, med 7 mm nederbörd.